# 1462
| [ Edytuj tabelę ]                          | |
| Król Polski                                | - 1447 Kazimierz IV Jagiellończyk 1492 |
| Książę Albanii                             | - 1443 Skanderbeg 1468 - 1446 Lekë Dukagjini 1481 |
| Współksiążęta Andory                       | - 1461 Jaume de Cardona i Gandia 1466 - 1436 Gaston IV 1472 |
| Król Anglii                                | - 1461 Edward IV 1470 |
| Król Aragonii i Walencji, hrabia Barcelony | - 1458 Jan II Aragoński 1479 |
| Władca Azteków                             | - 1440 Montezuma I 1468 |
| Elektor Brandenburgii                      | - 1440 Fryderyk II Żelazny 1471 |
| Książę Bawarii-Landshut                    | - 1450 Ludwik IX Bogaty 1479 |
| Książę Bawarii-Monachium                   | - 1460 Jan IV 1463 - 1460 Zygmunt 1501 |
| Książę Burgundii                           | - 1419 Filip III Dobry 1467 |
| Sułtan Brunei                              | - 1433 Sulaiman 1473 |
| Cesarz Chin                                | - 1457 Zhu Qizhen 1464 |
| Król Cypru                                 | - 1458 Charlotta Cypryjska 1464 |
| Król Czech                                 | - 1458 Jerzy z Podiebradów 1471 |
| Król Danii                                 | - 1448 Chrystian I 1481 |
| Dalajlama                                  | - 1391 Gendun Drup 1474 |
| Władca Egiptu                              | - 1461 Chuszkadan 1467 |
| Cesarz Etiopii                             | - 1434 Zara Jaykob Konstantyn 1468 |
| Król Francji                               | - 1461 Ludwik XI 1483 |
| Król Gruzji                                | - 1446 Jerzy VIII 1465 |
| Hrabia Holandii                            | - 1433 Filip III Dobry (z Burgundii) 1467 |
| Władca Inków                               | - 1438 Pachacutec 1471 |
| Cesarz Japonii                             | - 1428 Go-Hanazono 1464 |
| Kalif                                      | - 1455 Al-Mustandżid 1479 |
| Król Kastylii i Leónu                      | - 1454 Henryk IV 1474 |
| Patriarcha Konstantynopola                 | - 1462 Gennadiusz II Scholar 1463 |
| Władca Korei                               | - 1455 Sejo 1468 |
| Wielki książę litewski                     | - 1440 Kazimierz IV Jagiellończyk 1492 |
| Cesarz Majapahitu                          | - 1456 Girishawardhana 1466 |
| Sułtan Maroka                              | - 1421 Abdulhak II 1465 |
| Książę Mediolanu                           | - 1450 Franciszek I 1466 |
| Senior Monako                              | - 1458 Lambert Grimaldi 1494 |
| Wielki książę moskiewski                   | - 1425 Wasyl II Ślepy 1462 - 1462 Iwan III Srogi 1505 |
| Król Nawarry                               | - 1441 Jan II Aragoński 1479 |
| Król Norwegii                              | - 1450 Chrystian I 1481 |
| Sułtan Omanu                               | - 1451 Umar ibn al-Chattab 1490 |
| Elektor Palatynatu                         | - 1449 Fryderyk I 1476 |
| Papież                                     | - 1458 Pius II 1464 |
| Król Portugalii                            | - 1438 Alfons V 1481 |
| Cesarz Rzymski (niemiecki)                 | - 1440 Fryderyk III Habsburg 1493 |
| Kapitanowie Regenci San Marino             | - 1461 Menetto di Menetto Bonelli Bianco di Antonio 1462 - 1462 Bartolo di Antonio Marino di Antonio Giannini 1462 - 1462 Giacomo di Antonio Sammaritani Riccio di Andrea 1463 |
| Elektor Saksonii                           | - 1428 Fryderyk II Łagodny 1464 |
| Król Szkocji                               | - 1460 Jakub III 1488 |
| Król Szwecji                               | - 1457 Chrystian I Oldenburg 1464 |
| Król Tajlandii                             | - 1448 Borommatrailokkanat 1488 |
| Sułtan Turków                              | - 1451 Mehmed II Zdobywca 1481 |
| Doża Wenecji                               | - 1457 Pasqual Malipiero 1462 - 1462 Cristoforo Moro 1467 |
| Król Węgier                                | - 1458 Maciej Korwin 1490 |
| Cesarz Wietnamu                            | - 1460 Lê Thánh Tông 1497 |
| Wielki mistrz zakonu krzyżackiego          | - 1450 Ludwig von Erlichshausen 1467 |

Rok 1462 / MCDLXII
stulecia: XIV wiek ~
XV wiek ~
XVI wiek

lata: 1452 «
1457 «
1458 «
1459 «
1460 «
1461 «
1462
» 1463
» 1464
» 1465
» 1466
» 1467
» 1472

## Wydarzenia w Polsce
- 27 maja – na zjeździe w Głogowie król Polski Kazimierz IV Jagiellończyk i król Czech Jerzy z Podiebradów podpisali sojusz skierowany oficjalnie przeciw Imperium Osmańskiemu, a faktycznie przeciw atakom papieża Piusa II na Polskę (za wojnę z zakonem krzyżackim) i Czechy, których monarcha uważany był za króla husyckiego. Król czeski zobowiązał się nie rościć pretensji do zajętych przez Polskę terenów Górnego Śląska.
- 17 września – zaciężne wojska polskie (dow. Piotr Dunin) pokonały oddziały krzyżackie w bitwie pod wsią Świecino.
- 11 listopada-3 grudnia – w Piotrkowie obradował sejm walny[1].
- Do Korony Polskiej wcielone zostały ziemia gostyńska i rawska oraz księstwo bełskie.

## Wydarzenia na świecie
- 28 marca – Iwan III został wielkim księciem moskiewskim.
- 17 czerwca – hospodar Wołoszczyzny Wład Palownik przeprowadził brawurowy nocny atak na obóz inwazyjnej armii tureckiej, mający na celu zabicie sułtana Mehmeda II Zdobywcy. W wyniku ataku i wybuchu paniki zginęło kilka tysięcy Turków.

## Urodzili się
- 27 czerwca – Ludwik XII, król Francji (zm. 1515)
- 28 grudnia – Ludwika z Sabaudii, córka Amadeusza IX Sabaudzkiego, klaryska, błogosławiona katolicka (zm. 1503)

## Zmarli
- 27 lutego – Władysław II, książę płocki (ur. 1448?)
- 27 marca – Wasyl II Ślepy, wielki książę moskiewski (ur. 1415)